# هلنا سویتسکا
هلنا سویتسکا (لهستانی: Helena Sujecka؛ زادهٔ ۲۷ نوامبر ۱۹۸۴) بازیگر اهل لهستان است.
از فیلم‌ها یا مجموعه‌های تلویزیونی که وی در آن‌ها نقش داشته‌است، می‌توان به یوما، نشانه‌ها، راه‌های آزادی، عشق اول، بلفر، در خوشی و سختی و هتل ۵۲ اشاره نمود.